# Nissan Stanza
Nissan Stanza — автомобиль, выпускавшийся фирмой Nissan с 1977 года, и по существу, являлся той же машиной, что и Nissan Auster и Nissan Violet. Все три марки машины имели кодовое название A10, и строились в Японии, городах Хирацука и Оппама. В 1981 году выпускалась обновлённая переднеприводная модель. Поздние же версии автомобиля имели шильдик Nissan Blluebird.

## Violet 710
До Stanza, выпускался Violet (Вайолит), который за пределами Японии продавался под маркой Datsun 140J/160J — за исключением США, где его он именовался Datsun 710. Эта модель изготовлялась в вариантах 2-дверных седана и купе, 4-дверных фастбэков и нотчбэков, универсалов и вэнов. Спортивная версия SSS имела независимую подвеску, в отличие от остальных.
Этот автомобиль собирался в Мехико в 1973—1978 годах, и в местах продажи был известен как Datsun Sedan и Datsun Guayin. Они предлагались с опциональной 3-ступенчатой АКПП. Иногда его называли «bolillo» (буханка, белый хлеб) за округлый дизайн.

## Первое поколение
Stanza была впервые представлена в 1977 году как переиначенный Nissan Violet A10. В Австралии, он назывался Datsun Stanza, а в США Datsun 510, также как и предыдущую марку Datsun 510. Модели выпускались с двигателями (модель 1978 года) 2,0 л рядный 4-цилиндровый L20B и более позднего выпуска 2,0 л Z20.
Предлагалось пять видов кузова: 2- и 4-дверные седаны, 3-дверные хетчбэк, 5-дверный хетчбэк (внедрённый позднее в линейку авто) и 5-дверный универсал. Трансмиссия была представлена в виде 4-ступенчатой МКПП (во всех, за исключением 3-дверного хетчбэка), 5-ступенчатой МКПП (только в 3-дверном хэтче), и 3-ступенчатый автомат.

## Второе поколение
Переднеприводная Stanza была представлена в 1981 году. После 1982-го Nissan пытается нормализовать употребление названия Stanza в экспортных магазинах — дополнительно к уже используемой марки Nissan Datsun. В США T11 Stanza с тем же Z20E двигателем заменяла 510-ю модель. Nissan Prairie продававшийся в тот же период, переименовали в Stanza Wagon. В 1984-м Nissan изменил используемые в Stanza двигатели с Z20E на 2,0 л, рядный 4-цилиндровый CA20E.
Выпускались 3-дверный хетчбэк, 4-дверный седан, и 5-дверный лифтбэк. Японские и некоторые другие экспортные модели имели название Stanza FX и оснащались двигателями 1,6 и 1,8 л.
В Европе машина была известна как Nissan Stanza и продавалась со следующим спектром двигателей «L» 1,6 л, «GL» 1,6 л, «SGL» 1,6 л и «SGL» 1,8 л. В системе зажигания применены две катушки и пара свечей для каждого цилиндра. В Индонезии T11 Stanza 1,6 л была популярным автомобилем для такси в середине 1980-х.

## Третье поколение
Nissan обновил линейки Auster и Stanza в 1986-м (T12 серия), введя новый более округлый стиль в дизайне автомобиля. Такие модели выпустились для Японии и Соединённых Штатов. Американский вариант Stanza оснащался тем же CA20E двигателем прошлого поколения. Машина получилась тяжёлая для своего класса и слабого двигателя. Частично ей в противовес некоторые экспортные продавцы предлагали турбированные модели Supremo и похожий Auster XTT.
Европа получила взамен Nissan Auster, Datsun/Nissan Bluebird. Изготовлялась она в Сандерленде, в Великобритании, и носила название Nissan Bluebird. Универсал был единственным «настоящим» Bluebird в этой линейке, импортирующейся из Японии. Линейка Stanza стала исчезать из большинства фирм-экспортёров после модели 1986 года, благодаря росту популярности Sunny и Pulsar.

## Четвёртое поколение
В 1990 году американская версия Stanza была заменена следующей моделью Nissan Bluebird (U12 серии) с шильдиками Stanza. Четвёртое поколение Stanza было представлено двумя типами: XE и GXE. Спортивная модель SE была добавлена в 1992-м. Оснащались 2,4 л рядным 4-цилиндровым двигателем Nissan KA24E, улучшенным по своим характеристиками от предыдущего поколения: объём увеличен с 1974 до 2398 см³, мощность — с 94 до 138 л.с.